# Миноноска

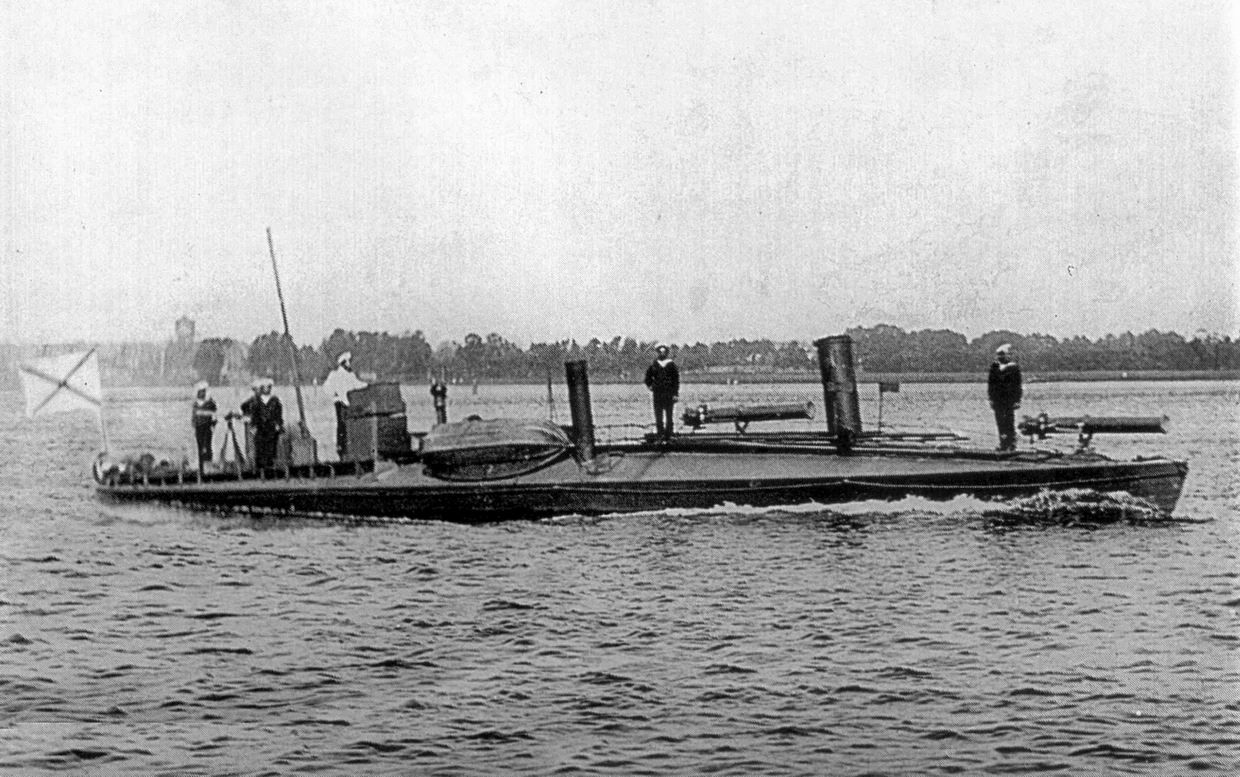
Миноноска № 61 типа «Дракон».

Миноноска — специальное минное судно водоизмещением от 20 до 35 тонн, основным вооружением которого являются мины или торпеды. 
В ряде государств и стран (Российской империи, Германии, Австро-Венгрии и Швеции) разграничений между двумя классами кораблей — миноносками и минными катерами — официально не проводилось, тем не менее минные катера имели несколько меньшие размерения, чем миноноски (5—16 тонн).
Носители шестовых и буксируемых мин назывались минными баркасами, минными катерами, минными лодками, минными шлюпками. Со временем в документах Морского министерства Российской империи появился термин «миноноска», закрепленный приказом генерал-адмирала Великого князя Константина Николаевича от 15 апреля 1878 года.

## Особенности конструкции
Главным качеством миноноски была большая скорость хода. Повышение скорости достигалось за счёт облегчения корпуса судна, который строился из тонких листов лучшей стали. Непотопляемость миноноски обеспечивалась разделением корпуса водонепроницаемыми переборками на семь отделений: таранное, носовое, минное, прогарное, кочегарное, машинное и кормовое. В кормовом отделении находился командир, в нём же помещался штурвал, а над отделением, выше верхней палубы, выступала башня. Сверху корпус прикрывала выпуклая стальная палуба.
Кроме того, большая скорость хода достигалась за счёт использования машин особой системы (за счёт облегчения деталей их удельная мощность в 10—20 раз превосходила аналогичный показатель машин броненосцев), а также специально рассчитанных гребного винта и вала.
Миноноски вооружались приспособлениями для использования мин трёх видов:
- шестовые мины (на носовых шестах длиной 8—9 метров)
- самодвижущимися минами Уайтхеда (в подвижных или неподвижных минных аппаратах)
- бросательные мины.

К 1900 году из 111 российских миноносок построенных в 1878 году, на 46 были установлены морские миномёты, на 43 постоянные торпедные аппараты и на 14 поворотные торпедные аппараты
| Тип               | Годы постройки | Построено единиц | ТТД                                                                         | Распределение по флотам | Годы вывода из строя |
| ----------------- | -------------- | ---------------- | --------------------------------------------------------------------------- | ----------------------- | -------------------- |
| «Дракон»          | 1877—1878      | 83               | 25 т., ПМ, котел, 13 уз., 350 кг угля, 100—150 миль, 1х381мм НТА, 1х1х37/28 | БФ: 58; ЧФ: 6; ТОФ: 13  | 1906—1909            |
| «Русский тип»     | 1878—1879      | 5                | 30 т., ПМ, 14 уз., 1х381мм ПТА, 1х1х37/28                                   | БФ: 3; ТОФ: 3           | 1906—1909            |
| «Скорпион»        | 1878—1879      | 3                | 25 т., 12 уз., 225 миль, 1х381мм НТА, 1х1х37/28                             | ЧФ: 3                   | 1906—1909            |
| «Лук»             | 1878—1879      | 11               | 21 т., ПМ, 12 уз., 110 миль, 1х381мм НТА, 1х1х37/28                         | БФ:8; ЧФ: 3             | 1906—1909            |
| «Самопал»         | 1878           | 2                | 32 т., ПМ, 13 уз., 350 миль, 1х381 мм, 1х1х37/28                            | БФ:2                    | 1906—1909            |
| «Кефаль»          | 1878           | 1                | 13 т., ПМ, 12 уз., 1х381мм НТА                                              | ЧФ                      | 1906—1909            |
| «Сулин»           | 1878           | 4                | 25 т., ПМ, 12 уз., 260 миль, 1х381мм НТА, 1х1х37/28                         | ЧФ                      | 1906—1909            |
| проект Л. Никсона | 1904           | 10               | 35 т., ДВС, 18 уз., 400 миль, 1х450мм ПТА, 1х45-мм, 2х7,62-мм               | ЧФ; БФ                  | 1921—1950            |
| №46               | 1889           | 1                | 17 т., ПМ                                                                   | БФ                      | 1889—1900            |

## В художественной литературе
- Стихотворение Маяковского «Военно-морская любовь» (1915).